# Цветочный рынок (Амстердам)
Цвето́чный ры́нок Амстерда́ма (нидерл. Bloemenmarkt) — единственный в мире плавучий цветочный рынок и одна из главных достопримечательностей Амстердама.
Цветы на этом месте продавались с XVII века, когда торговцы на лодках продавали цветы, плавая вдоль городских улиц. Рынок до 1862 года располагался на канале Синт-Люсиенвал (нидерл. Sint-Luciënwal), бывшей части городского рва. После того как появились планы по ликвидации рва (он был засыпан в 1889 году), рынок переехал на современное место. С 1862 года он располагается на амстердамском канале Сингел, недалеко от площади Дам.
Магазины расположены на баржах вдоль набережной. До 1960-х годов на рынке почти не продавались срезанные цветы. В настоящее время рынок функционирует в основном как туристическая достопримечательность. Там можно увидеть местные и экзотические цветы и растения или купить сувенир. Лучше всего представлены тюльпаны. Луковицы продаются упаковками и на развес, в среднем по 3—5 евро за десяток.

## Галерея

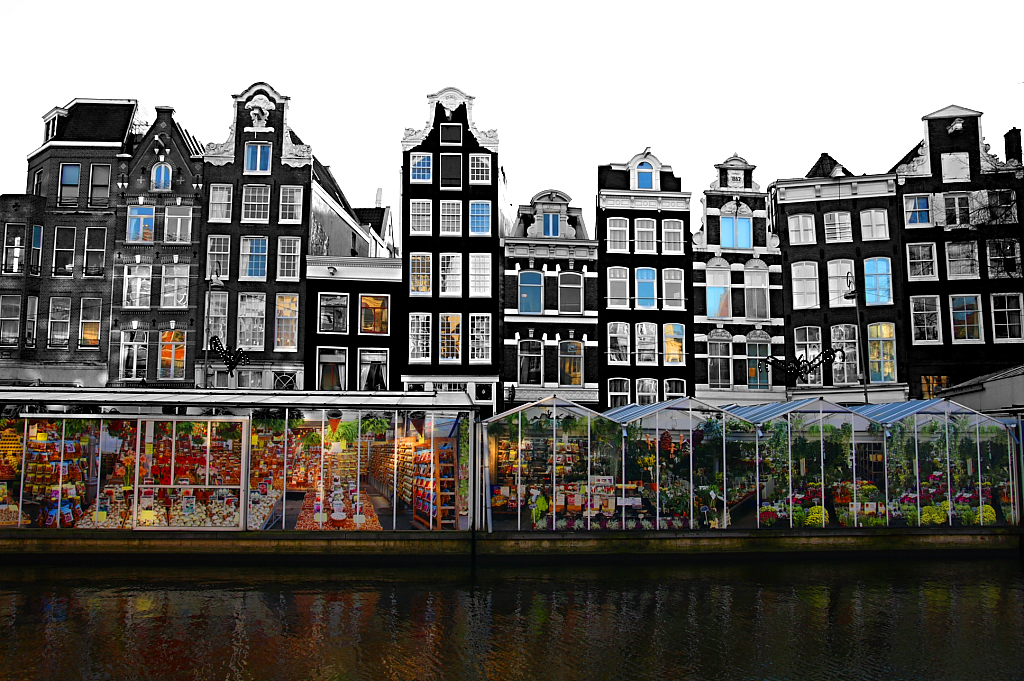
Цветочный рынок плывёт по каналу Сингел
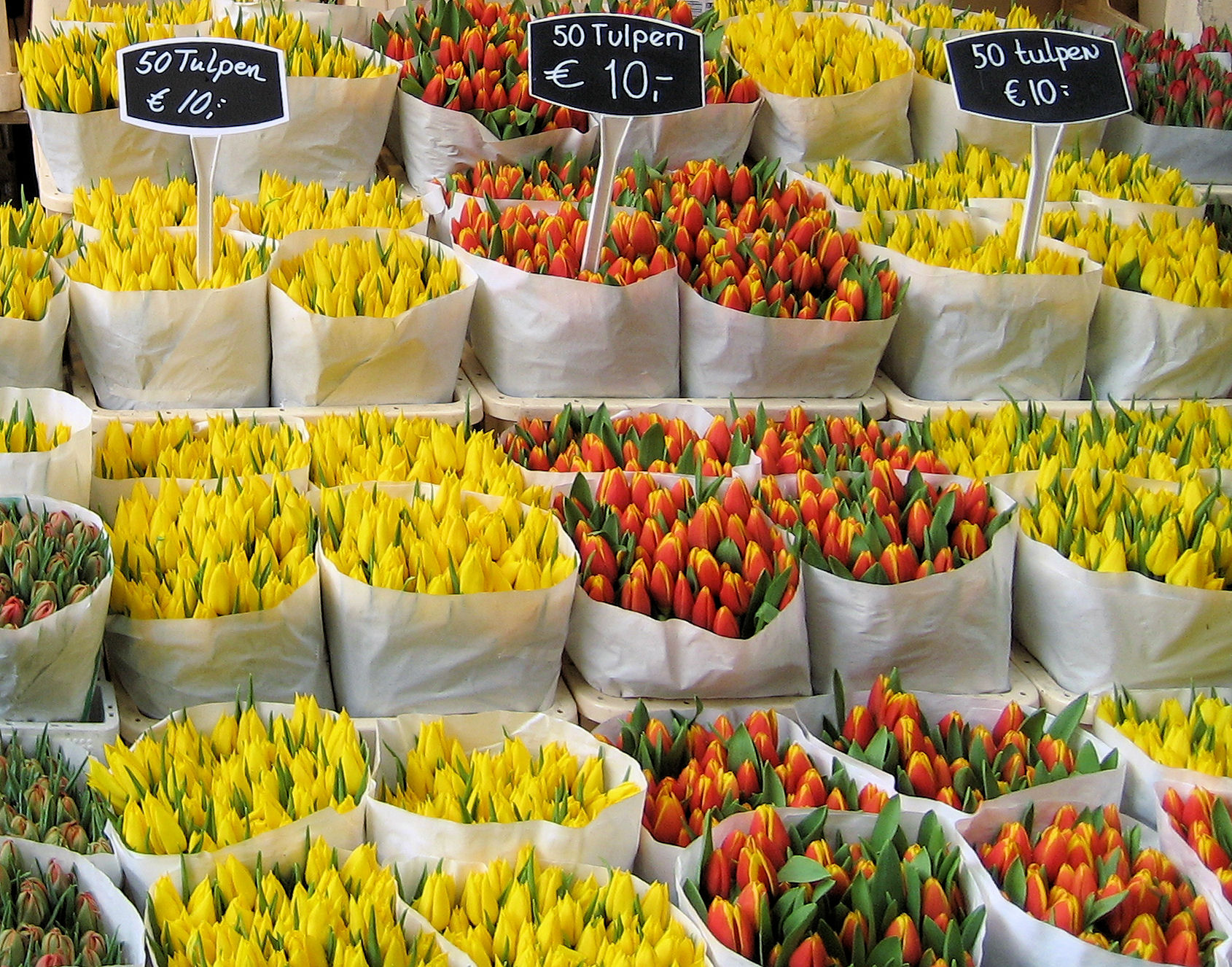
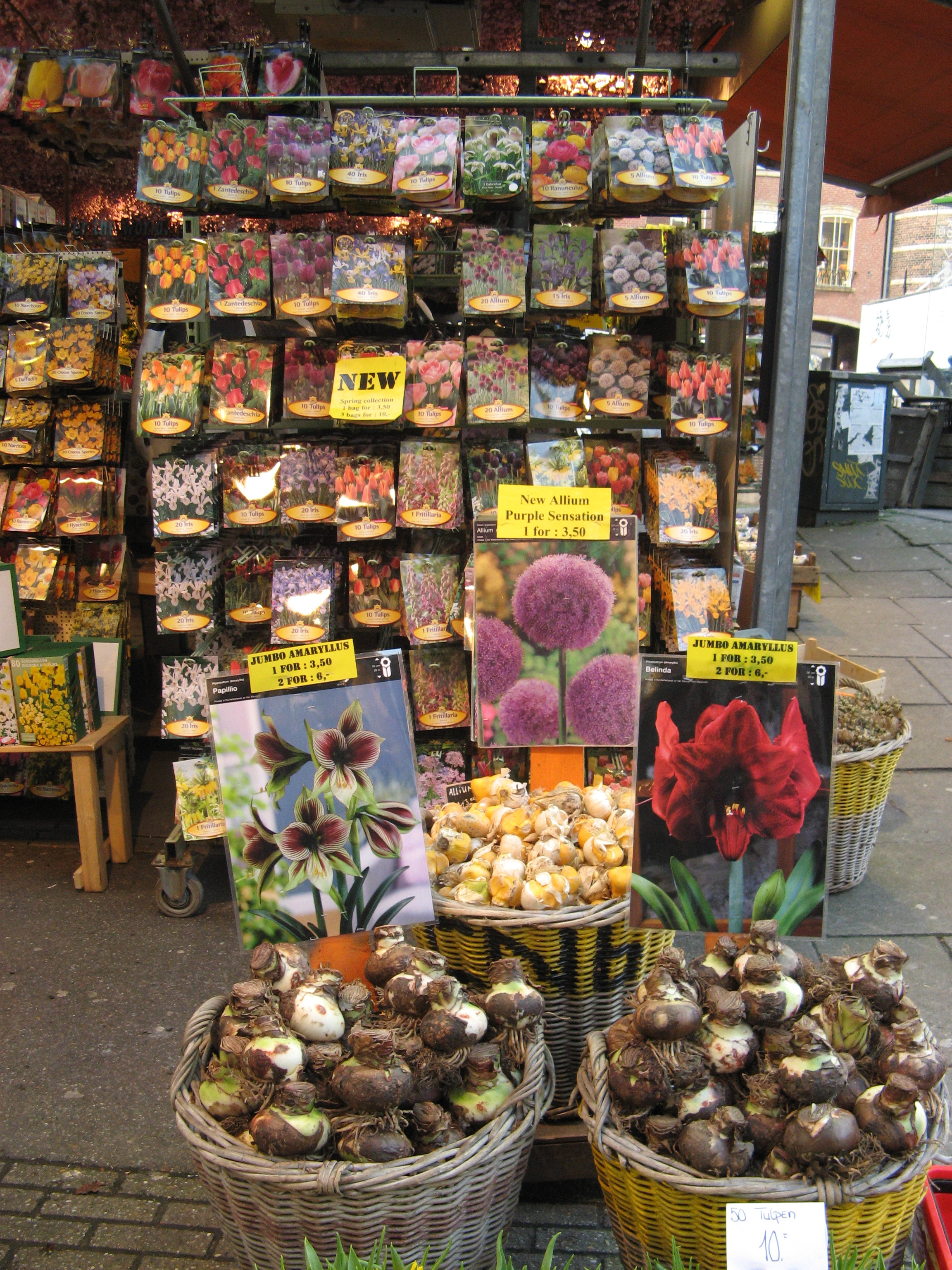
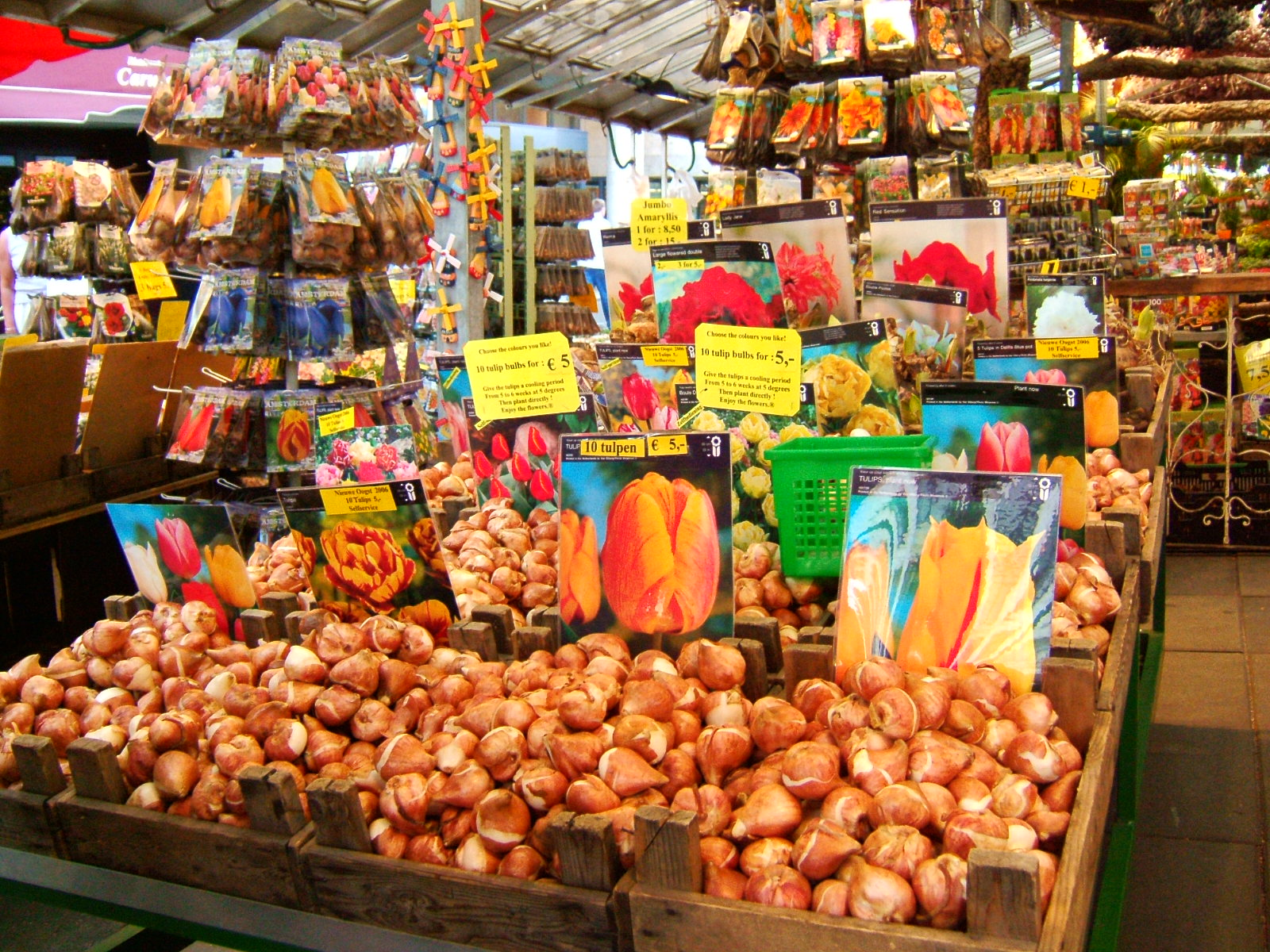
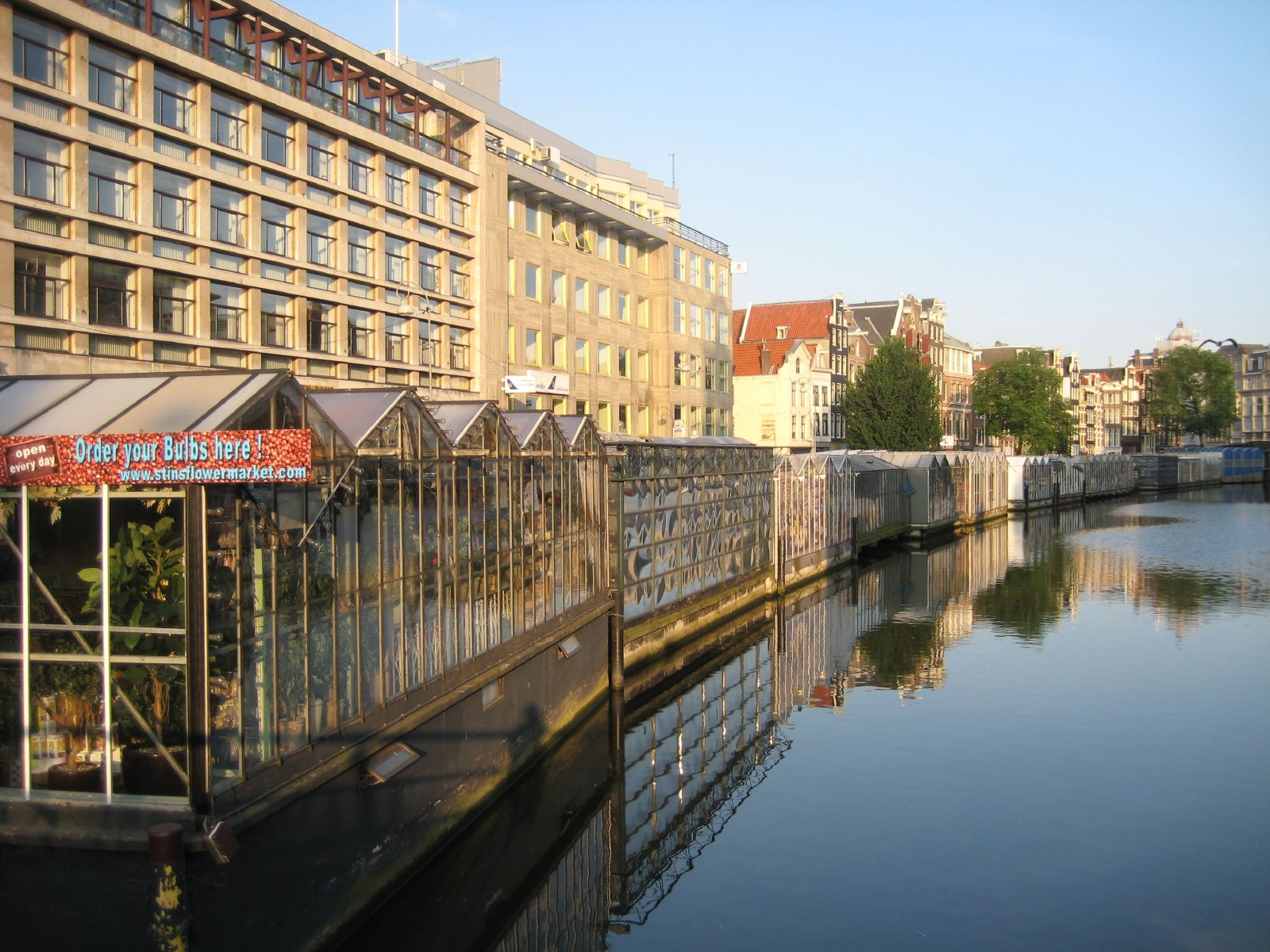
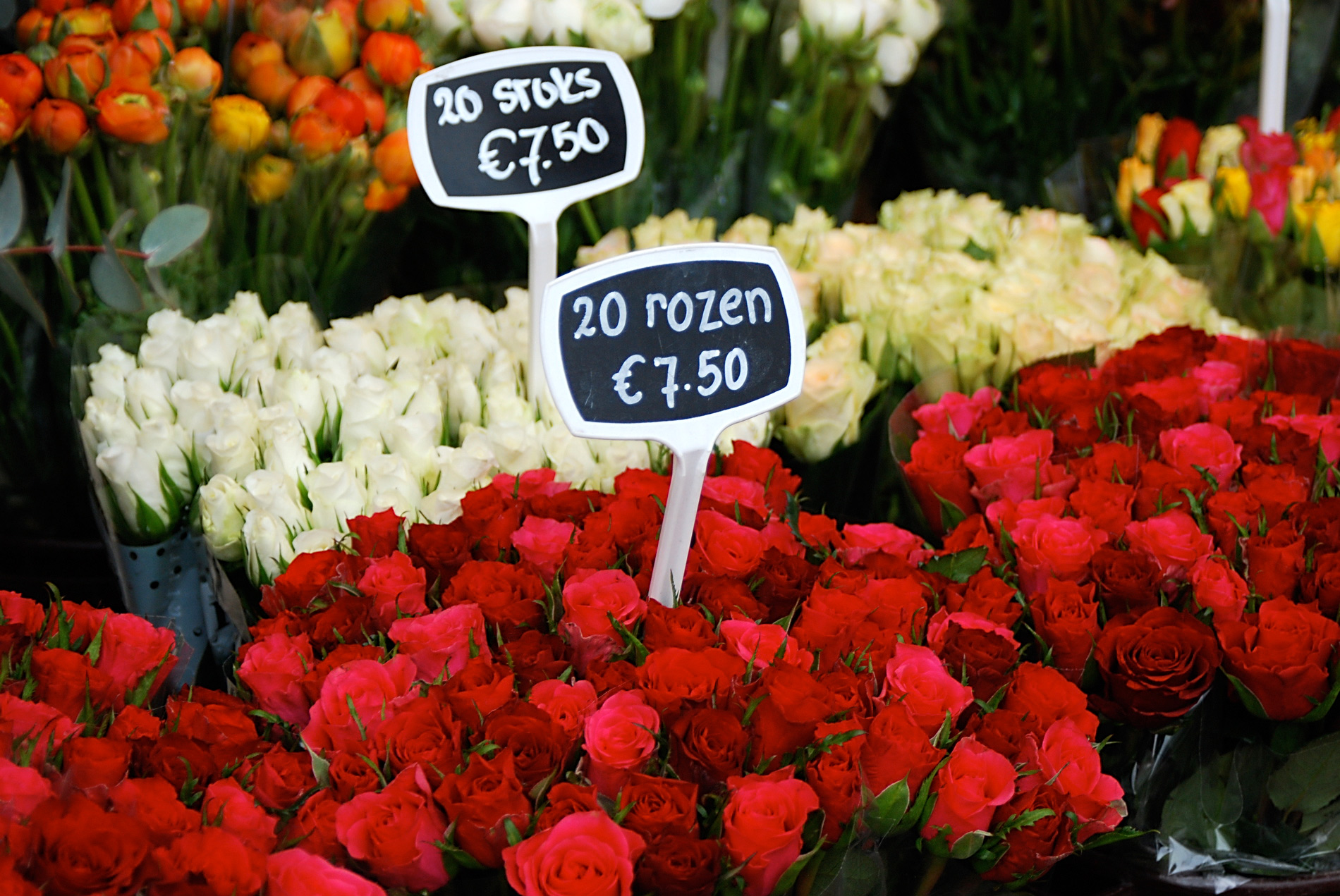
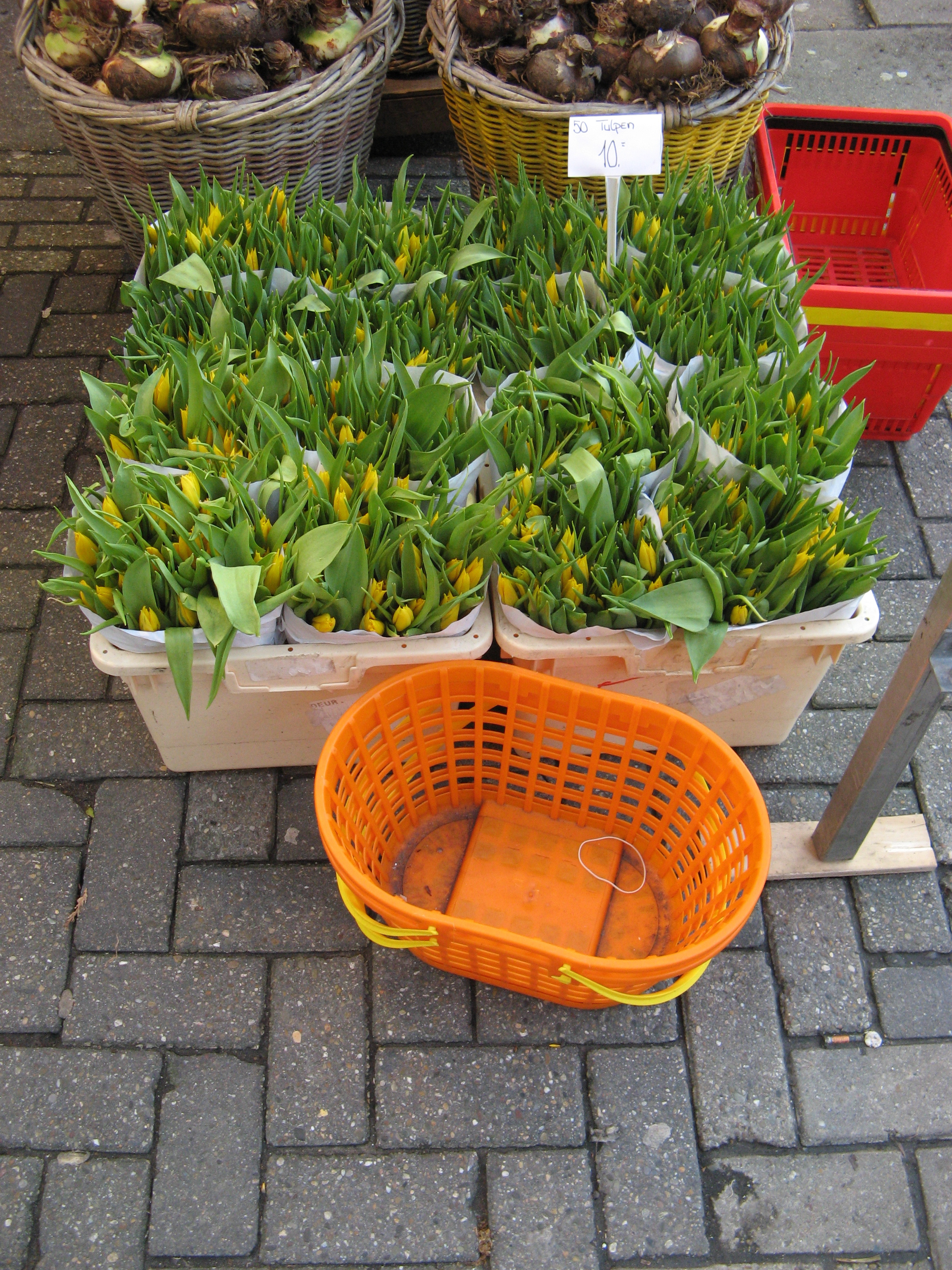